# Yannick Wilhelmi
Yannick Wilhelmi (* 12. Oktober 2000 in Grabs) ist ein Schweizer Squashspieler.

## Karriere
Yannick Wilhelmi spielte ab 2019 auf der PSA World Tour und gewann auf dieser bislang sechs Titel. Seine höchste Platzierung in der Weltrangliste erreichte er mit Rang 49 am 3. Februar 2025. Mit der Schweizer Nationalmannschaft nahm er 2019 an der Europameisterschaft teil und wurde im selben Jahr Vizeeuropameister der U19-Junioren. 2023 und 2024 gehörte Wilhelmi auch zum Schweizer Kader bei einer Weltmeisterschaft.

## Erfolge
- Gewonnene PSA-Titel: 6